# Tamago kake gohan

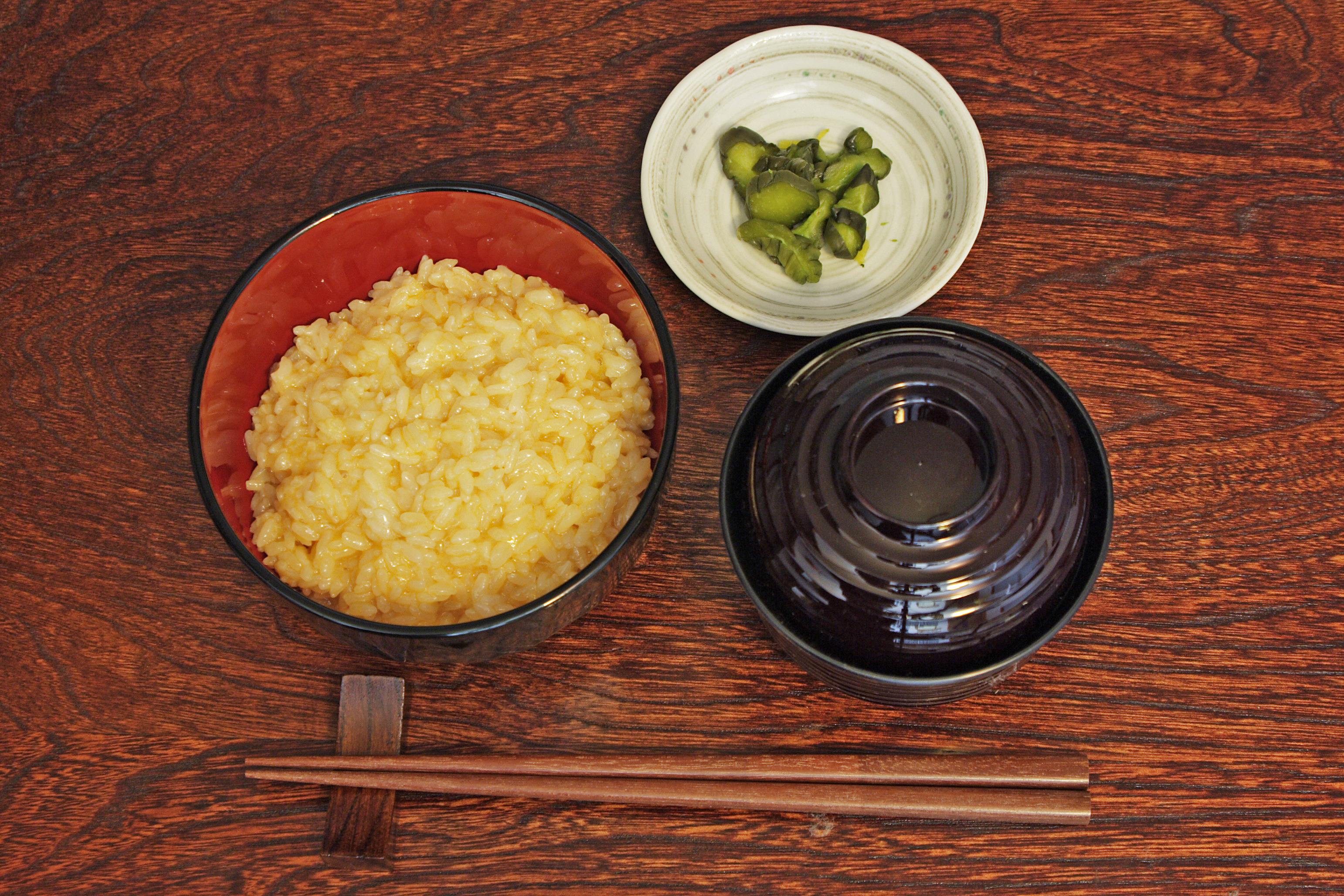
Tamago kake gohan (sulla sinistra), Tsukemono e zuppa di miso

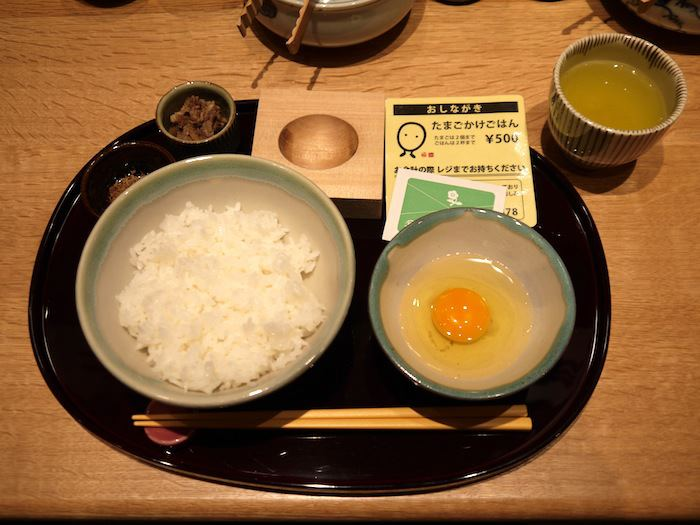
Tamago kake gohan

Il tamago kake gohan (卵かけご飯?) (il tamago è l'uovo, kake(ru) significa mettere e con gohan si indica il riso cotto) è un piatto tipico della cucina giapponese, molto utilizzato per la colazione. Chiamato anche Nama tamago gohan (生卵ご飯 "l'uovo crudo e il riso cotto"). 

## Preparazione
Si inizia mettendo un uovo crudo in una ciotola, a cui si aggiunge la salsa di soia, poi si mescola e si versa sul riso e si mescola ancora fino a che il riso non acquista un colore dorato
A volte viene utilizzato solo il tuorlo dell'uovo.